# Olacaceae
Olacaceae, biljna porodica u rodu santalolike (Santalales). Po nekim izvorima postoji pedesetak vrsta unutar pet rodova, ali je kod nekih izvora na popisu znatno veći broj rodova i vrsta, i uključuju rodove porodice Aptandraceae. Ime je došlo po rodu Olax

## Opis
Taksonomski sporne Olacaceae su još jedna tropska drvenasta porodica, sa 14 do 30 rodova i oko 100 do 165 vrsta drveća, grmlja i lijana. Iako se mnogi članovi možda ne čine parazitima (smatraju se hemiparazitima), oni imaju haustorijske veze sa svojim domaćinima. Pripadnici Olacaceae daju prilično velike orahe, često s postojanom čaškom koja oblikuje okovratnik oko baze ploda. Pojedinačne sjemenke, koje sadrže endosperm (posebno hranjivo tkivo), obično ovise o pticama za njihovo širenje.

## Rodovi
1. Anacolosa (Blume) Blume
2. Aptandra Miers
3. Brachynema Benth.
4. Cathedra Miers
5. Chaunochiton Benth.
6. Coula Baill.
7. Curupira G.A.Black
8. Diogoa Exell & Mendonça
9. Douradoa Sleumer
10. Engomegoma Breteler
11. Erythropalum Blume
12. Harmandia Pierre ex Baill.
13. Heisteria Jacq.
14. Hondurodendron C.Ulloa, Nickrent, Whitef. & D.L.Kelly
15. Maburea Maas
16. Malania Chun & S.K.Lee
17. Minquartia Aubl.
18. Ochanostachys Mast.
19. Octoknema Pierre
20. Olax L.
21. Ongokea Pierre
22. Phanerodiscus Cavaco
23. Ptychopetalum Benth.
24. Scorodocarpus Becc.
25. Strombosia Blume
26. Strombosiopsis Engl.
27. Tetrastylidium Engl.
28. Ximenia Plum. ex L.l>

Aptandraceae rodovi:
1. Cathedra Miers (6 spp.)
2. Anacolosa (Blume) Blume (17 spp.)
3. Keita Cheek (2 spp.)
4. Phanerodiscus Cavaco (3 spp.)
5. Chaunochiton Benth. (3 spp.)
6. Hondurodendron C. Ulloa, Nickrent, Whitef. & D. L. Kelly (1 sp.)
7. Harmandia Pierre ex Baill. (1 sp.)
8. Ongokea Pierre (1 sp.)
9. Aptandra Miers (4 spp.)